# Цегайе Кебеде
Цегайе Кебеде Вордофа — эфиопский легкоатлет, который специализируется в марафоне.

## Биография
Родился в небольшой деревушке Герар Бер, в 40 км от Аддис-Абебы. В школьные годы работал пастухом, чтобы заплатить за своё обучение. В сентябре 2006 года принял участие в полумарафоне, который проходил в Аддис-Абебе по случаю всемирного дня туризма. Закончил дистанцию на 21-м месте. На этом пробеге его заметил тренер Гетанех Тессема, который предложил ему перейти в его группу для тренировок, и Цегайе согласился. Спустя некоторое время начал показывать серьёзные результаты, стал вторым номером группы после Имана Мерги.
Первой победы на международных соревнованиях добился в 2007 году, когда стал чемпионом Большого эфиопского пробега. В этом же году дебютировал на марафонской дистанции в Амстердаме, где закончил дистанцию на 8-м месте с результатом 2:08.16. В 2008 году занял 2-е место на Рас-эль-Хаймском полумарафоне с результатом 59.35, уступив считанные сантиметры победителю Патрику Макау. После того как лидер эфиопской сборной в марафоне Хайле Гебреселассие отказался принять участие на Олимпийских играх в Пекине, его место занял Цегайе. Он выиграл бронзовую медаль, а также стал лучшим среди марафонцев Эфиопии на Олимпийской марафоне. Финишировал на 3-м месте в марафоне на мировом первенстве в Берлине. На Лондонском марафоне 2011 года занял 5-е место с результатом 2:07.48.
В мировой серии World Marathon Majors входит в десятку сильнейших в мире. В сезоне 2008/2009 — 5-е место, в сезоне 2009/2010 — 2-е место, в сезоне 2010/2011 — 4-е место.

## Достижения
- -е место на Парижском марафоне 2008 года — 2:06.40
- -е место на Олимпийском марафоне в Пекине — 2:10.00
- -е место на Фукуокском марафоне 2008 года — 2:06.10
- -е место на Лондонском марафоне 2009 года — 2:05.20
- -е место на Фукуокском марафоне 2009 года — 2:05.18
- -е место на Лондонском марафоне 2010 года — 2:05.19
- -е место на Чикагском марафоне 2010 года — 2:06.43
- -е место на Чикагском марафоне 2012 года — 2:04.38
- -е место на Лондонском марафоне 2013 года — 2:06:04
- -е место на Лондонском марафоне 2014 года — 2:06.30